# جون كالاهان (سياسي)
جون كالاهان هو سياسي أمريكي، ولد في 16 ديسمبر 1865، وتوفي في 10 مايو 1956.